# توتیای دریایی (فیلم ۱۹۲۶)
توتیای دریایی (انگلیسی: The Sea Urchin) فیلمی در ژانر درام است که در سال ۱۹۲۶ منتشر شد. از بازیگران آن می‌توان به بتی بالفور اشاره کرد.